# ديك توك
ديك توك (بالإنجليزية: Dick Tuck)‏ هو عسكري أمريكي، ولد في 25 يناير 1924، وتوفي في 28 مايو 2018.